# Sultanuddin Ahmad
Sultanuddin Ahmad (*  Februar 1902 in Munshiganj; † 1977) war ein pakistanischer Diplomat und Politiker.

## Leben
Sultanuddin Ahmad erwarb 1922 den Bachelor, 1924 den Master und 1926 den Bachelor of Laws an der University of Dhaka.
Er arbeitete als Rechtsanwalt am Calcutta High Court und am Dhaka High Court. Er war Staatsanwalt in Dakka und stellvertretender Steuerpfleger (Remembrancer) der Regierung von Ostpakistan. Er war von 1943 bis 1947 Mitglied des Bengal Legislative Council (Imperial Legislative Council).
Von 1948 bis 1952 war er Schatzmeister und zeitweise stellvertretender Kanzler der University of Dhaka und Mitglied des Inter-University Board of Pakistan.
Ahmad war stellvertretender Vorsitzender der Dhaka Central Co-operative Bank und Direktor der Staatsbank von Pakistan.
Sultanuddin Ahmad wurde im April 1952 zum Botschafter in Rangun, Burma ernannt. Im April 1953 wurde er zum Botschafter in Peking ernannt, wo er später als Botschafter der islamischen Republik Pakistan, welche am 23. März 1956 gegründet wurde, akkreditiert wurde.
Am 26. April 1958 wurde Sultanuddin Ahmad zum Gouverneur von Ostpakistan ernannt und trat das Amt am 3. Mai 1958 an. Der Oberste Richter beim High Court von Dhakar Amin Ahmed, nahm ihm den Amtseid ab, während der Innenminister der Provinz, AQ Ansari die Ernennungsurkunde verlas. Nach der Vereidigung stellte ihm Ataur Rahman Khan, der Ministerpräsident von Ostpakistan eine Kabinett vor.
Ahmad wurde am 10. Oktober 1958 kurz nach der Proklamation des Ausnahmezustands in Pakistan am 7. Oktober 1958 seines Amtes enthoben und im Januar 1959 als Botschafter nach Jakarta entsandt.
| Vorgänger                    | Amt                                                        | Nachfolger                |
| ---------------------------- | ---------------------------------------------------------- | ------------------------- |
| Ahmad Shamsuddin (1889–1969) | pakistanischer Botschafter in Rangun April 1952 bis 1955   | Yousuf Shah               |
| Nawabzada Agha Mohammad Raza | pakistanischer Botschafter in Peking 1955 bis 1957         | Abdul Motaleb Malik       |
| Hamid Ali                    | Governor of East Pakistan 3. Mai 1958 bis 10. Oktober 1958 | Zakir Husain (governor)   |
| Abdur Rahman Khan            | pakistanischer Botschafter in Jakarta Januar 1959          | Samiullah Mujahid Koreshi |